# Програма «Алмаз»
«Алмаз» — серія радянських військових орбітальних станцій, розроблених ЦКБМ для завдань Міністерства Оборони.
На орбіту виводилися за допомогою ракети-носія «Протон» під ім'ям «Салют». Всього було запущено 5 станцій — «Салют-2», «Салют-3», «Салют-5» — (пілотовані), а також автоматичні модифікації ОПС «Алмаз» (Космос-1870, 18 липня 1987 року), «Алмаз-1» (31 березня 1991 року).

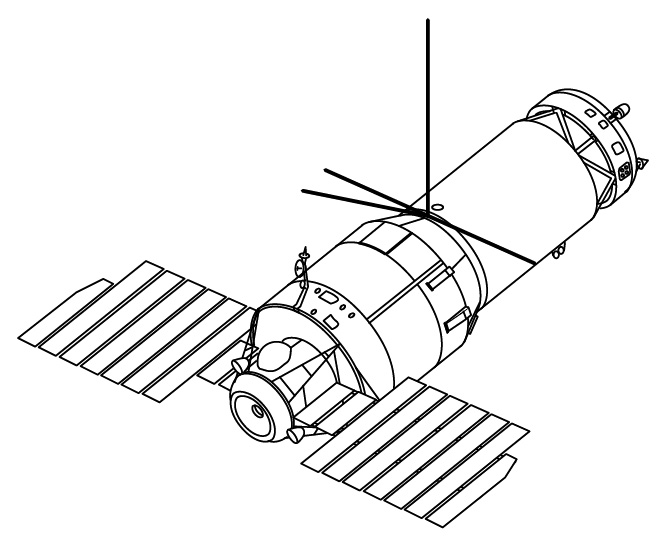
Загальний вигляд ОПС Салют-3

Станції «Салют-2» не вдалося розпочати функціонування на орбіті, але «Салют-3» та «Салют-5» провели успішні пілотовані випробування. Після польоту станції «Салют-5» радянське Міністерство оборони в 1978 році вирішило, що час, який витрачається на обслуговування станцій, перекриває переваги в порівнянні з автоматичними розвідувальними супутниками.

## Історія проекту
Роботи зі створення станції почалися в середині 60-х років, у роки жорсткого протистояння з США.
В Радянському Союзі до середини 60-х років проводилися лише науково-дослідні роботи зі створення пілотованих станцій. Крім ОКБ-1, в якому на орбіті ставилося завдання за допомогою збірки створити станцію, в роботу включилося ОКБ-52 під керівництвом В. М. Челомея.
Початок робіт над проектом орбітальної станції в ОКБ-52 можна віднести до 12 жовтня 1964 р., коли генеральний конструктор запропонував співробітникам підприємства зайнятися створенням відвідувальної орбітальної пілотованої станції (ОПС) зі змінним екіпажем з 2-3 осіб і терміном існування рік-два. Станція передбачалася для вирішення задач наукового, і оборонного значення і выводилась на орбіту носієм УР-500К. Ескізний проект ОПС, а точніше, ракето-космічної системи, яка отримала назву «Алмаз» був прийнятий в 1967 р, міжвідомчою комісією з 70 відомих вчених і керівників КБ и НДІ промисловості и Міністерства оборони.
«Алмаз» був задуманий як космічний спостережний пункт з комфортабельними умовами для екіпажу і добре оснащений апаратурою спостереження, точною системою її наведення, здатною стежити як за лісовими пожежами та забрудненням морів і річок, так і за переміщеннями військових сил.
Для доставки на станцію екіпажу і запасів розроблявся свій транспортний корабель постачання (ТКС), розрахований на виведення тієюж ж ракетою УР-500К. Спочатку передбачалося забезпечити і станцію і ТКС аналогічними повертаємими апаратами, розрахованими на спуск екіпажу з орбіти, але незабаром від цієї ідеї відмовилися. ПА залишився тільки на транспортному кораблі.

## Основні завдання
Станція «Алмаз» розроблялася в ОКБ-52 під керівництвом В. Челомея для вирішення тих же завдань, що і розроблялася в той час американська станція MOL (Manned Orbiting Laboratory) — ведення фотографічної і радіотехнічної розвідки та управління з орбіти наземними військовими засобами, для чого на станції був встановлений телескоп-фотоапарат «Агат-1», а також цілий комплекс довгофокусних фотокамер для зйомки Землі загальним числом 14 одиниць.

## Пілотовані станції «Алмаз»

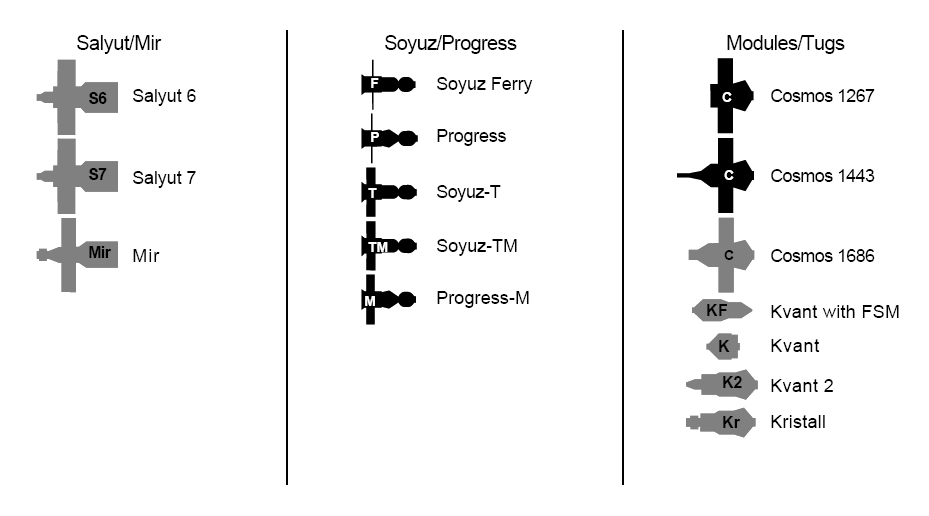
Зв'язки програми алмаз з подальшими проектами

ЦКБМ приготувало до запуску ОПС-4 «Алмаз-4», оснащену значно досконалішим комплектом апаратури, що має збільшений час існування і поліпшені характеристики. Однак затягування програми «Алмаз» і подальше її закриття не дозволили реалізувати можливості нового апарата. У разі успішного запуску в 1979—1980 рр.. ця станція одержала б найменування «Салют-7» або «Салют-8». Вона мала два стикувальних агрегату — один для прийому ТКС, а інший для кораблів «Союз»
Робочою висотою була висота 250—350 км.

### Конструкція

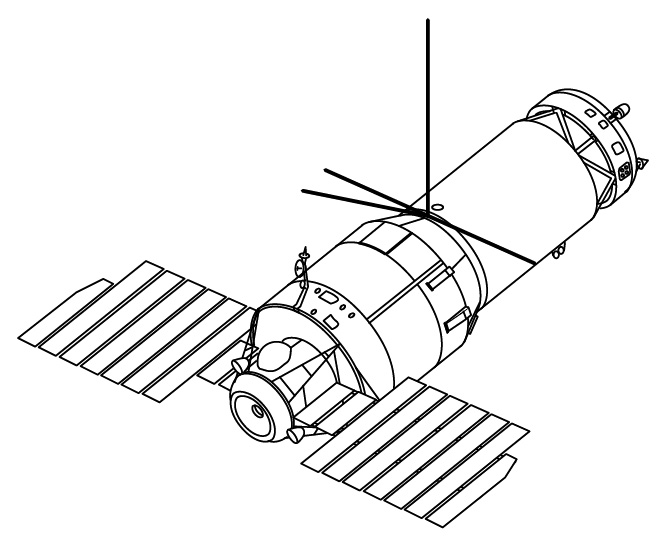
Станція ОПС «Алмаз»

Станція «Алмаз» була пристосована для тривалої роботи екіпажу з трьох чоловік. Конструктивно гермовідсіку ОПС поділявся на дві зони, які можна умовно назвати зоною великого і зоною малого діаметрів. Зона малого діаметра розташовувалася в передній частині станції і закривалася при виведенні конічним головним обтікачем. Далі йшла зона великого діаметра. Стиковка транспортних КК повинна була здійснюватися з задньої торцевої частини ОПС, де знаходилася сферична шлюзова камера (ШК), що з'єднується з гермовідсіком великим перехідним люком. У задній частині ШК розміщувався пасивний стикувальний вузол, у верхній — люк для виходу у відкритий космос, в нижній — люк в камеру, з якої можна було спускати на Землю капсули з матеріалами досліджень. Капсула мала свою порохову ДУ, парашутну систему, теплозахисний екран, що скидається і спусковий відсік з маяком. Стабілізація її перед запуском ДУ здійснювалася закруткою після необхідної орієнтації перед випуском зі станції. Навколо ШК розміщувалися агрегати рушійних установок ОПС, що розгортаються антени і дві великі панелі сонячних батарей. Хвостова частина станції з ШК закривалася конусоподібним щитом екранно-вакуумної теплоізоляції.

### Побутовий відсік
У передній частині гермовідсіку в зоні малого діаметра розміщувався побутовий відсік екіпажу зі спальними місцями, столиком для прийому їжі, кріслом для відпочинку і ілюмінаторами для огляду. На борту встановлювався комплексний тренажер з біговою доріжкою для фізичних тренувань і вимірювач маси (массметр). Звичайно, був шлюз для видалення контейнерів з відходами, туалет і шафа з предметами особистої гігієни.

### Робочий відсік
За побутовим відсіком розташовувався робочий відсік з пультом управління, робочим місцем, оптичним візиром, що дозволяє зупиняти біг земної поверхні і спостерігати окремі деталі, панорамно-оглядовий пристрій для широкого огляду Землі, перископічні пристрій для огляду навколишнього космічного простору. Задня частина гермовідсіку була зайнята апаратурою спостереження та системою управління.
У робочій зоні станції розташовувалася телевізійна апаратура «Печора» і бортова інформаційно-пошукова система для оперативного отримання інформації з різних систем ОПС.

### Системи спостереження
Великий оптичний телескоп для спостереження Землі займав місце позаду робочого відсіку від «підлоги» до «стелі» ОПС. Передбачалося, що відзнявши ділянки суші або моря, проявити фотоплівку можна прямо на станції, переглянути її і найцікавіші кадри передати по телевізійному каналу. Решту плівку можна було спустити на Землю в капсулі.

### Двигунна установка
Двигунна установка (ДУ) станції мала витіснювальний принцип системи подачі палива, компонентами якого були азотна кислота та несиметричний диметилгідразин і складалася зі сферичних паливних баків, кулеподібних-балонів з газом наддуву, двох РРД корекції, тягою по 400 кгс, 16 РРД жорсткої стабілізації, по 20 кгс, 12 РРД м'якої стабілізації по 1,2 кгс і чотирьох РРД корекції по 40 кгс. Агрегати ДУ, за винятком РРД стабілізації, встановлювалися в кормовій частині станції. Двигуни системи стабілізації стояли на перехідному відсіку в носовій частині ОПС.
Агрегати ДУ розміщувалися навколо шлюзової камери. Тут же знаходилися розкриваємі антени зв'язку з Землею, антена системи зближення «Голка», а також дві великі панелі сонячних батарей (СБ) загальною площею 52 м² і максимальною потужністю 3,12 кВ·А. Орієнтація батарей на Сонце здійснювалася по одній осі, за рахунок стягування тросової системи — станція як би похитувала величезними «крилами». Перед стартом СБ складалися з боків шлюзової камери «гармошкою». Хвостова частина станції закривалася конусоподібним щитом з екранно-вакуумної теплоізоляції.

## Система захисту станції
Для захисту від супутників-інспекторів і перехоплювачів потенційного противника, а також враховуючи можливість використання космічних човників для викрадення з орбіти Землі радянських ДОС «Салют» та ОПС «Алмаз», останній, як перший етап, оснащувався модифікованою автоматичною гарматою НР-23  (система «Щит-1»), на зміну якій, пізніше, повинна була прийти система «Щит-2» що складається з двох ракет класу «космос-космос». Припущення про «викраденнях» ґрунтувалося виключно на габаритах вантажного відсіку шатла і повертаємого корисного навантаження, відкрито оголошеного американськими розробниками човників, близьким до габаритів і маси «Алмазів».
Гармата була 23-мм модифікованою автоматичною гарматою конструкції Нудельмана — Ріхтера, яка була встановлені в стаціонарному положенні спереду станції. Ця самозмащувальна гармата була схожа з хвостовою гарматою літака Ту-22 і була здатна здійснювати 950 пострілів на хвилину. Кожен снаряд важив 200 грам і летів зі швидкістю 690 м/с по відношенню до станції. Для пострілу гарматою всю станцію потрібно було швидко переорієнтувати в разі виявлення загрози.
На Салют-3/ОПС-2 проводились успішні вогневі випробування на цілях віддалених від станції через побоювання, пов'язаних з надмірною вібрацією і шумом.
ОПС-4 повинна була мати дві некеровані ракети замість авіаційної гармати, але ця система не описана детально і, можливо, ніколи не була повністю виготовлена.

## Засоби доставки

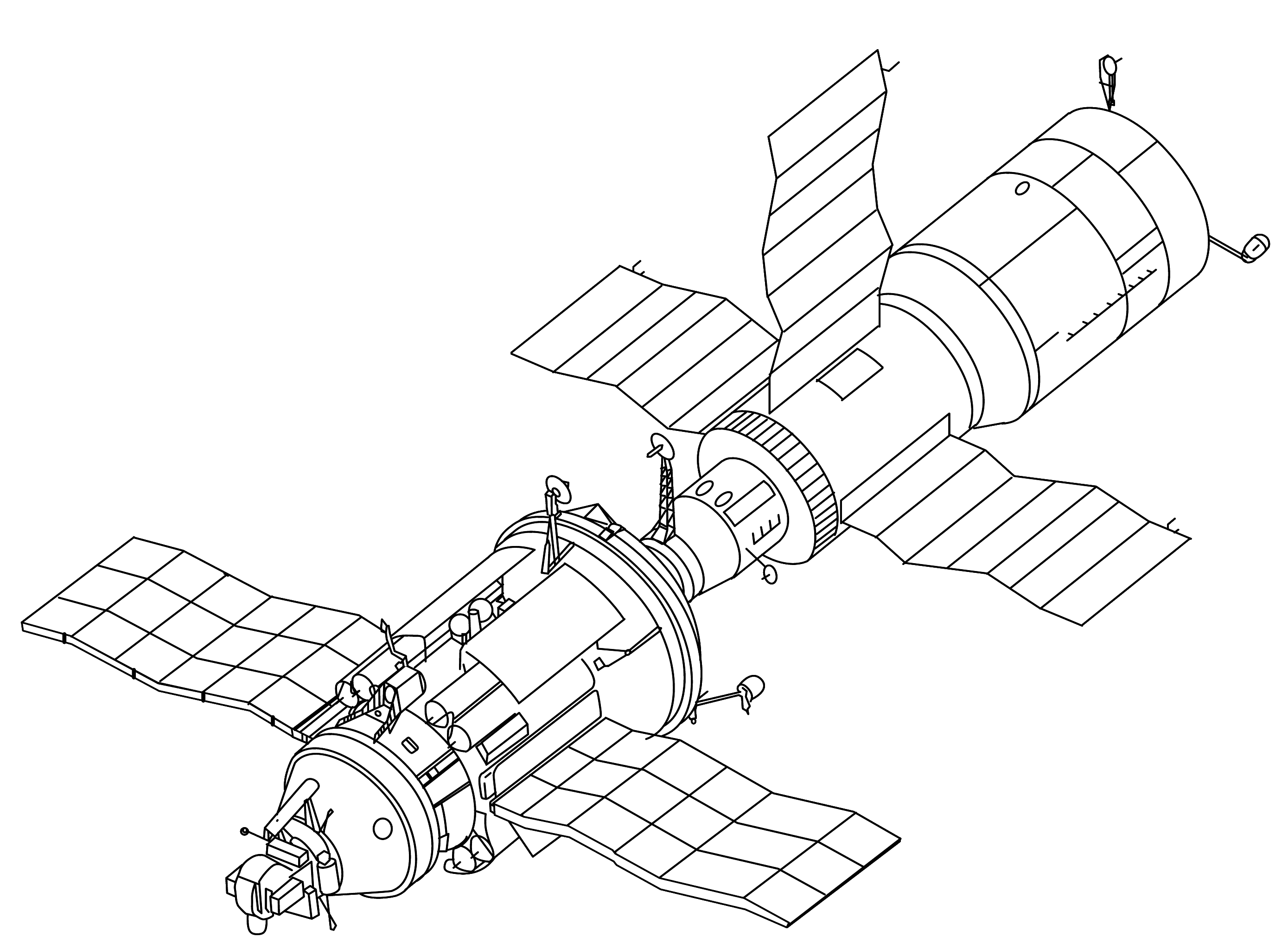
ТКС, пристикований до станції типу ДОС

На першому етапі створення системи «Алмаз» екіпажі на ОПС повинні були доставлятися КК «Союз». У цьому питанні було налагоджено взаємодію між ЦКБМ і ОКБ С. П. Корольова (ЦКБЕМ).
Перед творцями комплексу «Алмаз» з боку замовника були поставлені дуже складні завдання по характеристиках апаратури, надійності та тривалості її функціонування. І якщо до кінця 1969 р. Графік робіт зі створення корпусів ОПС та деяких службових систем дотримувався чітко, то роботи над приладовим складом станції затягнулися.
До 1970 р. були створені корпусу восьми стендових і двох льотних блоків ОПС і велася наземна відпрацювання систем станції. Був визначений склад екіпажів для польотів на станцію, тренування яких велися в Центрі підготовки космонавтів.
Однак з певних причин під натиском керівництва міністерства загального машинобудування виготовлені корпуси, оснастка, частина апаратури і документація були передані в ЦКБЕМ, де на основі ОПС «Алмаз» із застосуванням систем КК «Союз» в кооперації з філією № 1 ЦКБМ менш ніж за рік була створена довготривала орбітальна станція (ДОС) — «Виріб 17К».
ДОС відрізнялася від ОПС перехідним відсіком в передній частині зони малого діаметра, до якого проводилася стиковка КК «Союз». У хвостовій частині станції був встановлений модифікований ПАТ корабля «Союз», Енергоживлення станції передбачалося здійснювати за допомогою чотирьох невеликих сонячних батарей, також узяті з КК «Союз» і змонтованих попарно в районі зони малого діаметра і ПАВ. У приладовому щодо ДОС також мала дуже мало спільного з ОПС «Алмаз»: остання була набагато більш насичена апаратурою.
У зв'язку з прискоренням робіт з ДОС для польотів до станції в ЦКБЕМ була спішно розробилена транспортна модифікація корабля «Союз», що мала стикувальний агрегат нової конструкції.
В. М. Челомей висунув пропозицію розробити важку удосконалену ОПС з двома стикувальними агрегатами. Найважливішою відмінністю цього проекту було те, що екіпаж з 4-5 осіб повинен був виводитися спільно з ОПС у повертаємому апараті, великих розмірів, встановленому в передній частині станції. Подальша робота з ОПС повинна була забезпечуватися запусками ТКС, які могли причалювати до двох стикувальних агрегатів станції.

## Безпілотні станції «Алмаз»
Незважаючи на закриття робіт по пілотованій тематиці, ЦКБМ продовжувало розробку ОПС «Алмаз», цього разу у безпілотному варіанті. За рахунок відмови від систем, пов'язаних з перебуванням на станції космонавтів, на станції вдалося розмістити великий комплекс апаратури для дистанційного дослідження Землі, в тому числі унікальний радіолокатор бокового огляду з високою роздільною здатністю. Підготовлена до старту в 1981 р. автоматична станція «Алмаз» пролежала в одному з цехів монтажно-випробувального корпусу космодрому Байконур до 1985 р. Після багаторічних затримок, не пов'язаних з роботами по ОПС, була зроблена спроба запуску цієї станції, яка виявилася невдалою через відмови системи управління РН «Протон».

### Історія розвитку
Результати пілотованих місій по програмі Алмаз показали, що пілотовані розвідники в космосу не виправдовують витрат.
Існував мінімальний час на роботу з обладнанням після чого екіпаж мусив витрачати час, необхідний для обслуговування станційних систем і систем екологічного контролю.
Експерименти показали хороші результати і в особливості значення розвідки в різних спектральних діапазонах і частини електромагнітного спектра. Тому програма не була скасована, але почали створюватися комплекси «Алмаз-Т» — системи, які повинні були бути складатися з різних супутників і мати мульти-спектральну систему для стійкої подачі розвідувального матеріалу.
На противагу американській супутниковій системі Лакросс, ця версія Алмазу була оснащена величезним коротко хвильовим радаром з синтезованою апертурою, яка розрізняла об'єкти від 10 до 15 метрів. Перший такий «Алмаз-Т» повинен був бути запущений в 1981 році. Тим не менш, прийшов наказ із Москви за десять днів до старту — припинити програму Алмаз в результаті продовжувати роботи з теми Буран. Всі роботи по Алмазу було припинено Указом Центрального Комітету від 19 грудня 1981 року.
12 квітня 1986 рішенням Військово-промислової комісії було вирішено відродити програму «Алмаз».

### Експлуатація

Радіолокаційний супутник на основі космічної станції «Алмаз»

18 липня 1987 відбувся вдалий запуск автоматичного варіанту ОПС «Алмаз», який отримав позначення «Космос-1870». Високоякісні радіолокаційні зображення земної поверхні, отримані з супутника, були використані в інтересах оборони і народного господарства СРСР.
Космос-1870 працював протягом двох років. Супутник сконцентрував свою роботу в бік перспективних радіолокаційних спостережень Землі з розподільчою здатністю від 20 до 25 м, в поєднанні з телевізійною системою високої розподільчої здатностіу. Супутник функціонував з 25 липня 1987 року по 30 липня 1989.
І, нарешті, 31 березня 1991 модифікований автоматичний варіант ОПС розробки ЦКБМ зі значно поліпшеними характеристиками бортової апаратури був виведений на орбіту під своїм справжнім ім'ям «Алмаз-1А».
Друга станція «Алмаз-Т» була запущена в 1991 році як «Алмаз-1В». Супутник мав покращену розподільчу здатність радіолокатора до 10-12 м, а дані зчитувалися безпосередньо користувачами через транспондер супутника. Цей космічний апарат відіграв важливу роль у порятунку експедиції на льоду Антарктиди на борту корабля Михайло Сомов. Жоден інший датчик не міг знайти судно полярної ночі.
У 1992 році «НВО Машинобудування» почало роботи над новим проектом Алмаз-1В, з трьома радарами і оптичними телескопами. Але фінансування не надійшло і роботи призупинили.

## Технічні характеристики
| Стартова маса                | 18,9 т  |
| Загальна довжина             | 11,61 м |
| Максимальний діаметр         | 4,15 м  |
| Внутрішній герметичний об'єм | 90 м³   |